# Corso Porta Po
Corso Porta Po, a Ferrara, ha origini rinascimentali ed è una delle arterie principali dell'ampliamento urbanistico noto come Addizione Erculea, voluto da Ercole I d'Este e realizzato dall'architetto Biagio Rossetti alla fine del XV secolo.

## Storia

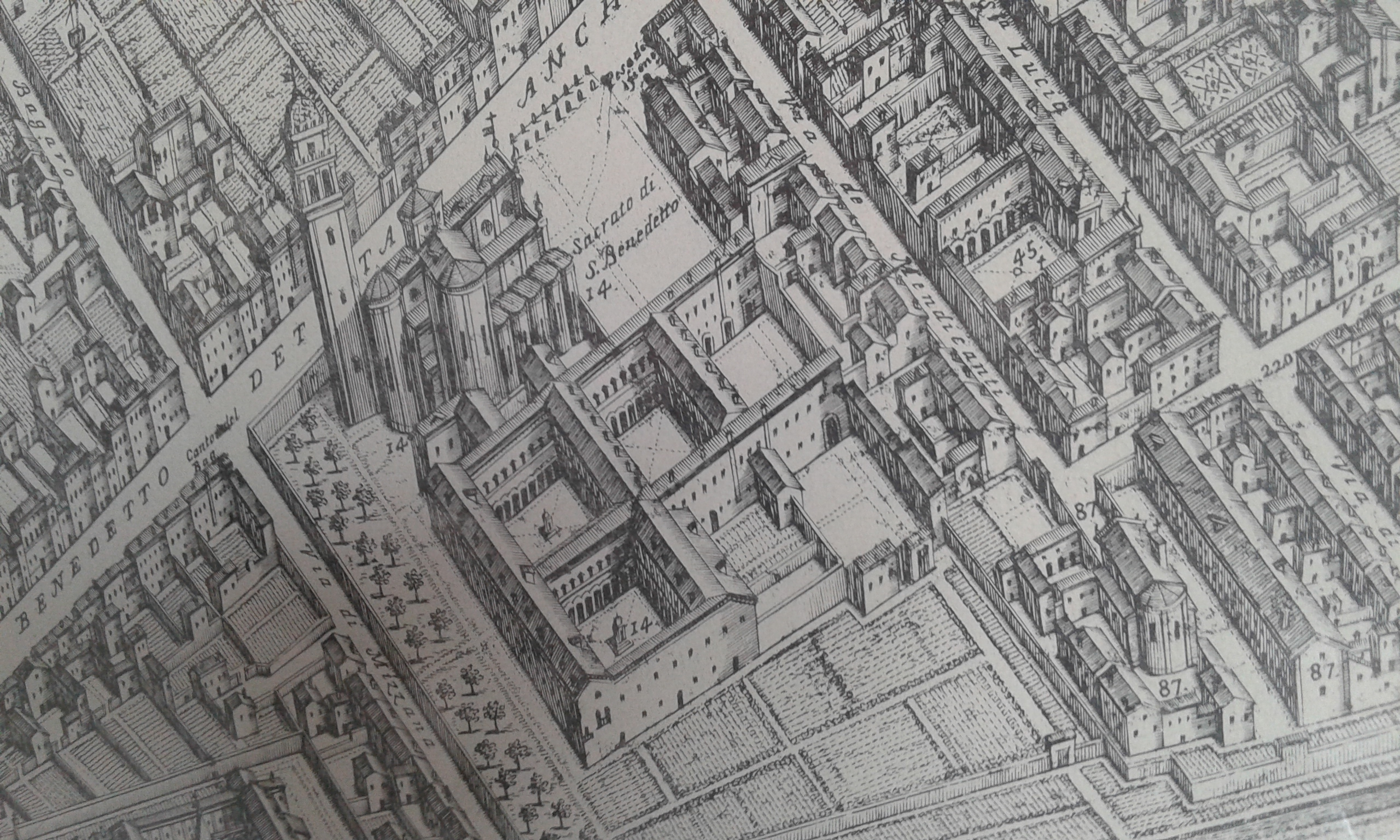
Corso Porta Po (antica via dei Prioni nell'incisione di Andrea Bolzoni) nel tratto vicino alla chiesa di San Benedetto.

Il corso è un segmento dell'antico asse viario ideato da Biagio Rossetti che inizialmente fu chiamato via dei Prioni. Gli altri due tratti, proseguendo verso est, sono corso Biagio Rossetti e corso Porta Mare.
L'asse concepito da Rossetti ebbe la funzione di dare una nuova via di attraversamento della città più a nord, al centro della zona dell'ampliamento urbanistico, per unire le aree cittadine ed i nuovi quartieri che si stavano formando dentro le mura dopo essere stati per secoli un'area extraurbana. Non nacque come progetto che comprendesse i classici cardo e decumano e si pose, invece, come nuova strada atta ad unire e separare, offrendo a chi si spostava dalle zone poste nella parte medievale a sud l'apertura ai nuovi spazi che si stavano formando a nord e nello stesso tempo l'impossibilità di proseguire su un percorso rettilineo ed obbligando a deviazioni studiate per aprire a nuove e diverse prospettive.
La parte più occidentale del corso assunse l'aspetto che ci è pervenuto in seguito allo smantellamento definitivo della porta e del baluardo di San Benedetto che iniziarono attorno alla metà del XIX secolo e si poterono considerare conclusi circa un secolo più tardi, dopo le discusse opere di ricostruzione della zona delle Barriere a partire dagli anni cinquanta.

### Origini del nome
Anticamente venne chiamata via dei Prioni perché fu lastricata con grosse pietre di Monselice (pietroni, o prioni, in dialetto veneto). In seguito divenne strada di San Benedetto poi, a partire dal 1796, con l'arrivo dell'esercito d'occupazione napoleonico ed il governo repubblicano, la via assunse il nome di corso di Porta Po. Si trova infatti nella direzione del fiume Po e la scelta fu determinata dalle direttive francesi che imponevano di togliere i riferimenti religiosi in campo toponomastico. In seguito conservò tale denominazione.

## Luoghi d'interesse
- Chiesa di San Benedetto. L'edificio, principale luogo d'interesse del corso, venne quasi completamente distrutto durante i bombardamenti alleati della seconda guerra mondiale quindi ricostruito fedelmente, anche se gli interni denunciano la perdita delle decorazioni originali. Venne danneggiato fortemente dal terremoto dell'Emilia del 2012 e solo dal 2019 è stato riaperto al culto.[5]
- Al numero civico 24 si trova l'unico ostello presente in città.